# Banja, Priboj
Banja (izvirno srbsko Бања) je naselje v Srbiji, ki upravno spada pod Občino Priboj; slednja pa je del Zlatiborskega upravnega okraja.

## Demografija
V naselju, katerega izvirno (srbsko-cirilično) ime je Бања, živi 1676 polnoletnih prebivalcev, pri čemer je njihova povprečna starost 38,1 let (36,2 pri moških in 40,0 pri ženskah). Naselje ima 707 gospodinjstev, pri čemer je povprečno število članov na gospodinjstvo 3,05.
To naselje je, glede na rezultate popisa iz leta 2002, večinoma srbsko.
|  |

| Demografija | Demografija     | Demografija     |
| Leto        | Št. prebivalcev | Št. prebivalcev |
| ----------- | --------------- | --------------- |
|             |                 |                 |
|             |                 |                 |
|             |                 |                 |
|             |                 |                 |
| 1948        | 1639            |                 |
| 1953        | 1765            |                 |
| 1961        | 2148            |                 |
| 1971        | 2300            |                 |
| 1981        | 2164            |                 |
| 1991        | 2157            | 2136            |
| 2002        | 2225            | 2163            |
|             |                 |                 |

| Etnična sestava po popisu iz leta 2002 | Etnična sestava po popisu iz leta 2002 | Etnična sestava po popisu iz leta 2002 | Etnična sestava po popisu iz leta 2002 | Etnična sestava po popisu iz leta 2002 |
| -------------------------------------- | -------------------------------------- | -------------------------------------- | -------------------------------------- | -------------------------------------- |
| Srbi                                   | Srbi                                   |                                        | 2.129                                  | 98,42%                                 |
| Črnogorci                              | Črnogorci                              |                                        | 16                                     | 0,73%                                  |
| Ukrajinci                              | Ukrajinci                              |                                        | 3                                      | 0,13%                                  |
| Hrvati                                 | Hrvati                                 |                                        | 1                                      | 0,04%                                  |
| Bolgari                                | Bolgari                                |                                        | 1                                      | 0,04%                                  |
| Jugoslovani                            | Jugoslovani                            |                                        | 1                                      | 0,04%                                  |
| Neznano                                | Neznano                                |                                        | 8                                      | 0,36%                                  |